# Antônio IV de Constantinopla
Antônio IV de Constantinopla (em grego: Αντώνιος Δ΄) foi o patriarca grego ortodoxo de Constantinopla entre 1389 e 1390 e novamente entre 1391 e 1397.

## Vida e obras
Antônio foi eleito patriarca no dia 12 de janeiro de 1389 durante o reinado de João V Paleólogo como sucessor de Nilo Querameu e foi deposto em agosto do ano seguinte, durante a tentativa de golpe de João VII Paleólogo, que manteve o controle da capital imperial por cinco meses durante os quais o antigo patriarca deposto Macário foi o patriarca. Depois da retomada da cidade por Manuel II Paleólogo, ele foi novamente alçado ao trono patriarcal em março de 1391 e foi ele quem coroou o imperador e sua esposa após o casamento deles em 10 de fevereiro de 1392. No ano seguinte, ele reafirmou a primazia do imperador sobre o Império, ainda que este, na época, correspondesse somente à capital Constantinopla. Em 1397, Antônio enviou emissários ao grão-duque da Lituânia Jogaila pedindo ajuda e pediu-lhe que juntasse forças com Sigismundo da Hungria contra os turcos otomanos turcos que cercavam a capital. 
Antônio também manteve correspondências com Basílio I da Rússia nas quais ele defende a autoridade espiritual universal do Patriarcado de Constantinopla e também a autoridade universal dos imperadores bizantinos, mesmo frente ao diminuto tamanho do Império à época.
Antônio IV morreu em maio de 1397 e foi sucedido por Calisto II de Constantinopla.